# Apicia hypenariata
Apicia hypenariata là một loài bướm đêm trong họ Geometridae.